# Луна Харуна
Ая Ито (яп. 伊藤 彩 Ито: Ая, род. 11 октября 1991, Токио), более известная под сценическим псевдонимом Луна Харуна (яп. 春奈 るな Харуна Руна) — японская певица и модель. Имеет контракт с SACRA MUSIC, сотрудничает с агентством Space Craft Produce.

## Биография
Луна Харуна с юных лет интересовалась аниме и музыкой. В первом классе средней школы она стала одержимой героинями манг в стиле готической лолиты и начала собирать одежду западного образца. Во время учёбы в третьем классе она участвовала в прослушивании, которое проводилось в рамках программы на интернет-радио, связанной с аниме Rental Magica, и выиграла возможность исполнить открывающую композицию. Кроме того, она была непрофессиональной имото-кэй-моделью для журнала Kera. В 2010 году Харуна стала финалисткой в четвёртом всеяпонском музыкальном конкурсе Animax Anison Grand Prix, чем обрела популярность.
Харуна начала певческую карьеру в 2011 году, и 2 мая 2012 года вышел её первый сингл под названием «Sora wa Takaku Kaze wa Utau» (яп. 空は高く風は歌う Сора ва Такаку Кадзэ ва Утау, «Небо высоко, ветер поёт»), являющийся второй финальной темой аниме-сериала Fate/Zero и занявший 13-е место в еженедельном чарте Oricon. Её второй сингл «Overfly», выпущенный 28 ноября того же года, использовался как вторая закрывающая композиция аниме Sword Art Online. Сингл «Startear» послужил первым эндингом аниме Sword Art Online II, а песня «Yoru no Niji wo Koete» (яп. 夜の虹を越えて Ёру но Нидзи во Коэтэ, «Над ночной радугой») стала финальной темой видеоигры Sword Art Online: Lost Song. 28 января 2015 года был издан седьмой сингл «Kimi-iro Signal» (яп. 君色シグナル Кими-иро Сигунару), который использовался в качестве открывающей композиции аниме Saenai Heroine no Sodatekata. Следующий сингл «Ripple Effect», вышедший 25 мая 2016 года, послужил закрывающей композицией аниме High School Fleet. Девятый сингл певицы под названием «Windia», который был выпущен 12 октября того же года, стал начальной темой игры Sword Art Online: Hollow Realization. 22 февраля 2017 года Харуна выпустила мини-альбом S×W EP, записанный при участии Kotoko, Харуки Томацу, Рики Маямы, Сатики Мисавы и Акиры из группы DISACODE. «SxW -soul world-», песня с этой записи, созданная совместно с Kotoko, использовалась в игре Accel World VS Sword Art Online: Millennium Twilight. В апреле Харуна перешла на лейбл SACRA MUSIC, дочернюю компанию Sony Music Entertainment Japan. Следующий сингл певицы под названием «Stella Breeze» (яп. ステラブリーズ Сутэра Бури:дзу), изданный 3 мая, стал опенингом аниме Saenai Heroine no Sodatekata Flat. Её одиннадцатый сингл «KIRAMEKI☆Lifeline» (яп. KIRAMEKI☆ライフライン КИРАМЭКИ☆Райфурайн, «Сверкающая линия жизни») вышел 8 ноября и послужил эндингом аниме Urahara, в котором она дебютировала как сэйю.

## Дискография

### Синглы
| Дата выхода     | Сингл                         | Высшая позиция в чарте Oricon | Альбом     |
| --------------- | ----------------------------- | ----------------------------- | ---------- |
| 2 мая 2012      | «Sora wa Takaku Kaze wa Utau» | 13                            | OVERSKY    |
| 28 ноября 2012  | «Overfly»                     | 7                             | OVERSKY    |
| 15 мая 2013     | «Kimi ga Kureta Sekai»        | 56                            | OVERSKY    |
| 24 июля 2013    | «Ai wo Utae»                  | 13                            | OVERSKY    |
| 11 декабря 2013 | «snowdrop»                    | 14                            | Candy Lips |
| 20 августа 2014 | «Startear»                    | 13                            | Candy Lips |
| 28 января 2015  | «Kimi-iro Signal»             | 21                            | Candy Lips |
| 25 мая 2016     | «Ripple Effect»               | 27                            | LUNARIUM   |
| 12 октября 2016 | «Windia»                      | 24                            | LUNARIUM   |
| 3 мая 2017      | «Stella Breeze»               | 22                            | LUNARIUM   |
| 8 ноября 2017   | «KIRAMEKI☆Lifeline»           | 44                            |            |

### Альбомы
| Дата выхода     | Альбом     | Высшая позиция в чарте Oricon |
| --------------- | ---------- | ----------------------------- |
| 21 августа 2013 | OVERSKY    | 16                            |
| 25 марта 2015   | Candy Lips | 21                            |
| 26 июня 2017    | LUNARIUM   | 27                            |

### Мини-альбомы
| Дата выхода     | Мини-альбом | Высшая позиция в чарте Oricon |
| --------------- | ----------- | ----------------------------- |
| 11 ноября 2015  | Dreamer     | 28                            |
| 22 февраля 2017 | S×W EP      | 46                            |

## Роли

### Аниме-сериалы
- Urahara (2017) — Рито Суда